# Nemichthys
Genre
Nemichthys est un genre de poissons téléostéens serpentiformes.

## Liste des espèces
- Nemichthys curvirostris
- Nemichthys larseni
- Nemichthys scolopaceus